# Nakskov

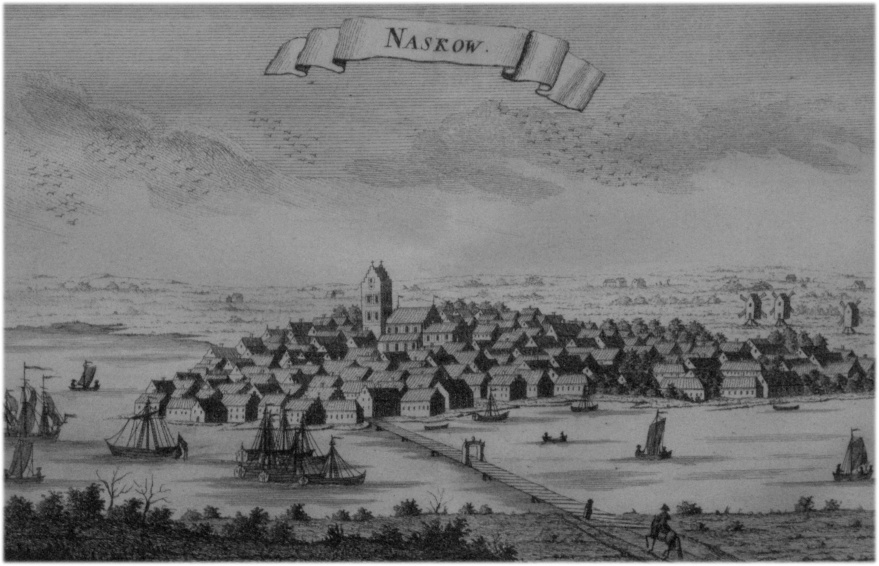
Nakskov (Naskow) w XVII w.

Nakskov – miasto w Danii, w zachodniej części wyspy Lolland, w okręgu Storstrøm, port nad zatoką Nakskovfjord (Wielki Bełt). Około 13,9 tys. mieszkańców.
Muzeum – tzw. Izba Polska – przechowuje eksponaty należące do robotników rolnych z Polski, którzy pracowali w rejonie Nakskov od lat 20. XX wieku.
W mieście rozwinął się przemysł stoczniowy, mięsny oraz cukrowniczy, jest stacja kolejowa Nakskov.